# Sebastian Tiszai
Sebastian Tiszai (* 7. April 1988 in Dortmund) ist ein ehemaliger deutscher Fußballtorwart.

## Karriere
Sebastian Tiszai begann seine Karriere in der Jugendabteilung von Borussia Dortmund und wechselte 2002 in die Jugendabteilung des VfL Bochum. Dort wurde er mit der U19 in der Saison 2004/05 Westdeutscher Meister. Im Finale gegen den VfB Stuttgart um die Deutsche Meisterschaft saß er auf der Ersatzbank, Andreas Luthe stand im Tor. Nachdem er nach fünf Jahren die Jugend des VfL im Sommer 2007 verlassen hatte, war Tiszai für einige Monate vereinslos. Anfang 2008 kam er zum Westfalenligisten SSV Mühlhausen-Uelzen. Dort blieb er für zwei Jahre und wechselte nach Estland zum dortigen Erstligisten JK Tammeka Tartu. Beim Verein aus Tartu ersetzte er den deutschen Torhüter Moritz Stehling, der nach Belgien gewechselt war. In der Saison 2010 kam er am 1. Spieltag (9. März 2010) im Auswärtsspiel gegen den FC Kuressaare zu seinem Debüt im Profifußball. Nach dem 4. Spieltag verlor er verletzungsbedingt seinen Platz an Mait Toom, der bis zum Ende der Spielzeit im Tor stand.
Im Januar 2011 verließ Tiszai Estland und unterschrieb einen bis zum Saisonende 2011/12 laufenden Vertrag beim FC Gütersloh 2000, der in der Oberliga Westfalen spielte. Anfang August 2012 wurde er vom Regionalligisten Rot-Weiß Oberhausen bis zum Saisonende 2012/13 unter Vertrag genommen. Er wurde als Ersatz für den verletzten Stammtorhüter Niklas Hartmann verpflichtet. Für die RWO spielte der Torhüter allerdings nur für die zweite Mannschaft in der Oberliga Niederrhein. Im Sommer 2013 wechselte Tiszai nach Griechenland zum Zweitligisten AO Kavala. Im Januar 2014 unterschrieb er erneut einen Vertrag beim westfälischen Oberligisten FC Gütersloh 2000.
In der Saison 2015/2016 spielend beim SV Zweckel in der Oberliga Westfalen wechselte er im Januar 2016 zum Ligakonkurrenten ASC 09 Dortmund.
Seit dem 1. Juli 2019 ist Tiszai als Torwarttrainer im Nachwuchsleistungszentrum für den Nachwuchs der U19 von Fortuna Düsseldorf tätig.

## Erfolge
- Deutscher U-19-Vizemeister: 2005
- Westdeutscher U-19-Meister: 2005
- Westfalenpokalsieger U-19: 2005